# Kurt Westergaard

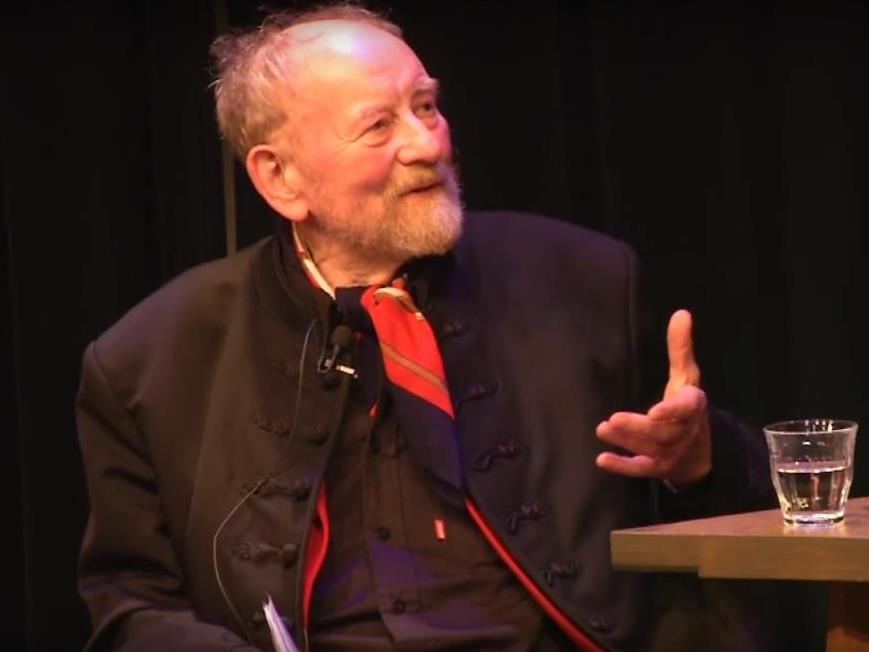
Kurt Westergaard (2015)

Kurt Westergaard (* 13. Juli 1935 in Døstrup; † 14. Juli 2021 in Kopenhagen) war ein dänischer Zeichner und Karikaturist. Er wurde 2005 bekannt durch eine der zwölf Mohammed-Karikaturen, die weltweit mehrere von Islamisten begangene Mordanschläge und vollendete Morde, diplomatische Konflikte und in muslimischen Ländern staatlich organisierte Krawalle und Angriffe auf westliche Botschaften mit mehreren Toten auslösten.

## Biografie
Westergaard wurde am 13. Juli 1935 in dem Dorf Døstrup geboren, welches im Himmerland auf der dänischen Halbinsel Jütland liegt. Er wuchs in streng christlichen – nach eigener Aussage „fundamentalistischen“ – Verhältnissen auf und besuchte eine Sonntagsschule. In den 1950er Jahren kam Westergaard mit dem Kulturradikalismus (kulturradikalisme), einer liberalen kulturell-politischen Strömung in Dänemark, in Berührung, welchen er als „Offenbarung“ und Befreiung von der religiösen Unterwerfung seiner Kindheit empfand.
Westergaard war von Beruf Lehrer. Seine Ausbildung erhielt er am Ranum Seminarium. Nachdem er einige Zeit als Lehrer gearbeitet hatte, schrieb er sich später an der Universität Kopenhagen ein, um Psychologie zu studieren. Anschließend arbeitete er als Lehrer für behinderte Kinder und war Rektor einer Schule für Behinderte auf der Halbinsel Djursland.
Mitte der 1980er wurde er Karikaturist für den Jyllands-Posten, für den er aus Altersgründen ab Juni 2010 nicht mehr tätig war.
Im September 2010 wurde Westergaard unter großer medialer Aufmerksamkeit in Potsdam mit dem M100 Media Award der internationalen Medienkonferenz M100 Sanssouci Colloquium ausgezeichnet. Bundeskanzlerin Angela Merkel hielt die politische Hauptrede, Joachim Gauck die Laudatio.
Im Oktober 2010 wurde Westergaard für seine Beiträge zur Meinungs- und Pressefreiheit mit dem Leipziger Preis für die Freiheit und Zukunft der Medien ausgezeichnet.
Westergaard war bekennender Atheist und bezeichnete sich selbst als „kulturradikalen und multikulturellen Provokateur“.
Er starb nach langer Krankheit am 14. Juli 2021, einen Tag nach seinem 86. Geburtstag.

## Mohammed-Karikaturen
Westergaards Karikatur des Propheten Mohammed mit einer Bombe als Turban – eine von zwölf Karikaturen zum gleichen Thema, die die dänische Tageszeitung Jyllands-Posten am 30. September 2005 unter dem Titel „Das Gesicht Mohammeds“ veröffentlicht hatte – löste eine internationale politische Kontroverse mit weltweiten Demonstrationen aus, da sich Muslime beleidigt fühlten.
Erst Monate nach der Veröffentlichung brachen in islamischen Ländern die zum Teil organisierten und gewalttätigen Proteste aus, bei denen mehr als 100 Menschen starben. Obwohl auf seine Ermordung (und die seiner Kollegen) Kopfgelder angeblich in Höhe von elf Millionen Dollar ausgesetzt wurden, verteidigte Westergaard seine Karikatur unter Verweis auf die Meinungsfreiheit im Westen und hielt eine Entschuldigung für nicht erforderlich.
Nach konkreten Mordplänen gegen ihn standen der Zeichner und seine Frau ab Ende 2007 unter massivem Polizeischutz durch den Politiets Efterretningstjeneste (PET); sie mussten immer wieder umziehen und an geheimen Orten leben. Westergaard erklärte, er sei zornig, dass eine gewöhnliche, alltägliche Handlung wie seine Zeichnung zu solch wahnsinnigen Reaktionen führen könne, deren Nachwirkungen sein Leben lang anhalten dürften. Ein Ende des Polizeischutzes war nicht absehbar. Im Februar 2008 meldete der dänische Polizeigeheimdienst PET die Festnahme von mehreren Männern in der Stadt Aarhus, die mutmaßlich planten, Westergaard zu ermorden. Bei den drei Männern handelte es sich um zwei Tunesier und einen Dänen marokkanischer Abstammung.
Am Neujahrstag 2010 vereitelte die dänische Polizei einen Anschlag auf Westergaard. Ein somalischer Asylbewerber schlug eine Fensterscheibe ein und drang mit Messer und Axt bewaffnet in das Haus des Zeichners ein, wo sich Westergaard mit seiner fünfjährigen Enkelin befand. Westergaard gelang es rechtzeitig in das zum Schutzraum umgebaute Bad zu flüchten, zu dem sich der Attentäter keinen Zutritt verschaffen konnte. Der Angreifer bedrohte auch die nur zwei Minuten nach Auslösung des Alarms eintreffenden Polizisten, wurde von ihnen angeschossen und überwältigt. Nach Angaben des dänischen Geheimdienstes PET hatte der Mann enge Verbindungen zu führenden Mitgliedern al-Qaidas in Ostafrika. Anfang Februar 2011 wurde der Täter zu neun Jahren Gefängnis mit anschließender Ausweisung aus Dänemark verurteilt. Der Verteidiger sowie die Anklägerin legten Berufung gegen das Urteil ein. Am 22. Juni 2011 wurde der Schuldspruch vom Vestre Landsret (Oberster Gerichtshof für das westliche Dänemark) bestätigt und die Strafe auf 10 Jahre mit anschließender Ausweisung erhöht. Die Verurteilung erfolgte in beiden Instanzen aufgrund des Terrorismusparagraphen des dänischen Strafgesetzbuches.
Aus Furcht vor möglichen Konsequenzen sagte das ZDF im Mai 2010 ein TV-Gespräch mit Westergaard ab. Als Westergaard dem ZDF daraufhin Selbstzensur vorwarf und Medien die Ausladung kritisierten, durfte er dann jedoch in der Sendung auftreten.
Am 8. September 2010 wurde Westergaard vom M100-Beirat am M100 Sanssouci Colloquium in Potsdam der M100-Medienpreis als Anerkennung für sein unbeugsames Eintreten für die Meinungs- und Pressefreiheit verliehen. Bundeskanzlerin Angela Merkel übergab ihm den Preis. Der Zentralrat der Muslime in Deutschland kritisierte die Preisverleihung. Generalsekretär Aiman Mazyek sagte, Westergaard hat „unseren Propheten in unseren Augen mit Füßen getreten“. Die Würdigung sei in einer aufgeladenen und erhitzten Zeit hochproblematisch.
Am 8. Oktober 2010 wurde Westergaard mit dem Preis für die Freiheit und Zukunft der Medien in Leipzig ausgezeichnet. Die iranische Friedensnobelpreis-Trägerin Shirin Ebadi und ihr Landsmann, der Journalist und Regimekritiker Akbar Gandschi, protestierten gegen die Auszeichnung. Ebadi sagte aber in einem Interview, dass sie nicht gegen die Einladung Westergaards oder dagegen, dass er mit dem Preis ausgezeichnet wurde, protestierte, sondern weil sie im Vorfeld nicht darüber informiert worden sei, wer als Preisträger ausgezeichnet werde. Ebadi und Gandschi waren als Gäste zu dem Medienkongress eingeladen, bei dem Westergaard den Preis erhalten sollte. Ebadi kündigte an, nicht an der Preisverleihung teilzunehmen; Gandschi, Preisträger von 2007, reiste, ohne den Kongress besucht zu haben, wieder ab.
Im Mai 2012 distanzierte sich Westergaard von der Verwendung seiner Mohammed-Karikatur und seines Namens durch die Partei Pro NRW: „Meine Zeichnung war ein Kommentar zur Meinungsfreiheit, und nur mit Meinungsfreiheit soll man mich verbinden.“